# 臼井永男
臼井 永男（うすい ながお、1950年 - ）は、日本の運動生理学者（博士（医学））。放送大学名誉教授。専門は、スポーツ科学、身体教育学、運動管理学。歩行科学の専門家。

## 来歴
三重県出身。静岡大学教育学部卒業。平澤彌一郎に師事。順天堂大学大学院体育学研究科修了。東京慈恵会医科大学で博士（医学）の学位を取得。放送大学教養学部講師/助教授を経て現職。2014年に同名誉教授。

## 主な著作・編著・共著
- 保健体育--生涯スポーツへの道（放送大学教育振興会 1997年）
- 保健体育--新訂（放送大学教育振興会 2005年）
- 身体福祉論--身体運動と健康（放送大学教育振興会 2007年）
- 高齢者・障害者のためのバリアフリースポーツ（サンウェイ出版 2007年）